# Praz-sur-Arly
Praz-sur-Arly település Franciaországban, Haute-Savoie megyében. Lakosainak száma 1289 fő (2022. január 1.). Praz-sur-Arly Flumet, La Giettaz, Hauteluce, Notre-Dame-de-Bellecombe és Megève községekkel határos.

## Népesség
A település népességének változása:
| Lakosok száma | 1291 | 1266 | 1284 | 1228 | 1236 | 1241 | 1245 | 1267 | 1289 |
|               | 2013 | 2015 | 2016 | 2017 | 2018 | 2019 | 2020 | 2021 | 2022 |